# 鳥肌実のトリジャジーラ放送
『鳥肌実のトリジャジーラ放送』（とりはだみのるのトリジャジーラほうそう）とは、Mopal（ムーパル）で2009年10月から放送されているバラエティ番組。現在は隔週の第2・第4水曜日 20:30〜21:30に、新宿のMopalスタジオ（ムーパルスタジオ）で公開収録・生配信が行われている。また、番組終了後には、期間限定でオンデマンド映像が配信される。

## 概要
鳥肌実によるニュース番組形式での公開生ライブ。

## 出演者
鳥肌実
メインパーソナリティ。詳細は鳥肌実の項を参照。
河口えり
番組アシスタント。静岡出身でお茶ドルとしても頑張っている。鳥肌実の暴走をさらりとかわしているが、時折嫌悪感を露わにすることもある。